# Wang Anshi
Wang Anshi (ur. 18 grudnia 1021, zm. 21 maja 1086) – chiński urzędnik i reformator z czasów dynastii Song. Był także pisarzem, filozofem i teoretykiem literatury.
W 1069 roku został powołany na doradcę cesarza Shenzonga, a w latach 1070–1074 i 1075–1076 pełnił funkcję pierwszego ministra. Podczas sprawowania urzędu Wang wystąpił z projektem radykalnych reform społeczno-gospodarczych. Postulował ograniczenie wielkiej prywatnej własności gruntów i wprowadzenie kredytów dla chłopów. Był zwolennikiem kontroli wymiaru podatków, cen i handlu; w każdej wsi miała obowiązywać wspólna odpowiedzialność finansowa. Z inicjatywy Wanga wdrożono system baojia. Propozycje Wang Anshi spotkały się ze zdecydowanym oporem konserwatywnej, konfucjańskiej elity społeczeństwa, m.in. Sima Guanga, Su Dongpo i Ouyang Xiu. Wang został zdymisjonowany, a reformy ostatecznie zarzucono po śmierci cesarza Shenzonga w 1085 roku.
Do zaproponowanych przez Wang Anshi reform powrócono w 1094 roku, wprowadzając je jednak tylko połowicznie, zaniedbując przede wszystkim ich wymiar społeczny.